# Batalion KOP „Komańcza”
Batalion KOP „Komańcza” – pododdział piechoty Korpusu Ochrony Pogranicza.
Batalion KOP „Komańcza” został sformowany w drugiej połowie lipca 1939, w Komańczy (Okręg Korpusu Nr X), w składzie 2 pułku KOP „Karpaty” jako jego II batalion.
W kampanii wrześniowej walczył w składzie 3 Brygady Górskiej.

## Struktura organizacyjna i obsada personalna
Struktura podana na podstawie rozkazu organizacyjnego w sprawie utworzenia 2 p KOP „Karpaty”:
- dowództwo batalionu – mjr Karol Józef Piłat[b]
- pluton łączności batalionu
- 4 kompania strzelecka – kpt. Stefan Bieganowski[c]
- 5 kompania strzelecka – kpt. Szczepan Madej
  - dowódca I plutonu – por. Paweł Łazarewicz († 5/6 września 1939)
- 6 kompania strzelecka – kpt. Kazimierz Maciejewicz
- 2 kompania ckm
- posterunek żandarmerii KOP „Komańcza”[d]